# رانتون شرقی
رانتون شرقی (به انگلیسی: East Rounton) یک روستا و محله مدنی در بریتانیا است که در همبلتون واقع شده‌است.